# 대 (전한)
대(代, 기원전 201년? ~ 기원전 114년)는 중국 전한의 제후왕국이다. 대략 지금의 허베이성·산시성·내몽골 자치구의 접경 지대를 통치했으며, 나중에는 태원군만으로 영역이 축소되었다.

## 역사
원래는 항우의 18제후왕 중 대나라가 있었는데, 한신의 북벌로 대나라와 조나라를 모두 병탄한 이후 전한 고제는 대나라 왕을 따로 세우지는 않았으나 장창을 대나라 재상으로 임명한 적이 있었다. 그리고 기원전 200년 혹은 기원전 201년, 고제가 흉노를 방비하기 위해 흉노와의 접경 지대인 대·운중·안문 3군 53현을 떼어내 형 경왕에게 봉하면서 대나라 왕위가 만들어졌다. 한편 고제가 마찬가지로 흉노를 방비하기 위해 대나라의 이웃에 한(韓)나라를 옮기고 한왕 신의 요청으로 변경에 더 가까운 마읍현으로 한나라의 수도를 옮겼는데, 이곳은 한나라가 아닌 대나라 안문군의 속현이다. 그러나 경왕은 흉노를 막아내지 못해, 기원전 200년 혹은 199년에 나라를 버리고 낙양으로 달아났다. 고제는 총애하는 아들 유여의를 새 대왕으로 삼았다.
기원전 198년, 조나라 왕 장오가 고제 암살 음모에 연루되면서 유여의가 대신 조나라 왕이 됨에 따라 대나라 땅은 조나라에 병합됐다. 그러나 조나라 상국 진희가 반란을 일으키면서 대나라와 조나라 전체가 진희의 손아귀에 들어갔다. 진희의 난이 진압된 후, 고제는 대나라를 부활시키고 다른 아들 유항을 왕으로 삼고 한왕 신의 배반으로 폐지된 옛 한(韓)나라 땅인 태원군까지 덧붙였다. 대신 대나라의 방위 부담을 덜어주기 위해 대나라 서쪽 변경을 관할하는 운중군의 서부를 분할해 한나라의 직할지로 들이고 대나라에는 구 운중군의 동부 지역인 정양군을 남겼다. 새 대나라의 서울은 진양(지금의 타이위안 시)이었고 얼마 후 중도(지금의 핑야오 시)로 옮겼는데, 둘 다 태원군 소속이므로, 태원군이 없던 시절 대나라의 서울은 불명확하다.
기원전 180년, 유항이 황제(문제)가 되었고, 그에 따라 기원전 178년 나라를 두 아들들에게 분할했다. 태원군은 태원나라가 돼 효왕이 왕노릇 했고 나머지는 대나라로 남아 유무가 왕노릇 했다. 기원전 176년, 유무를 회양나라로 옮김에 따라 대나라와 태원나라는 합쳐졌고 서울은 태원나라의 서울인 진양에 두었다. 그래서 유무 시절의 대나라의 서울은 또 불명확하다.
오초칠국의 난에는 가담하지 않았고, 이후 한나라에서 원래 대나라의 지군인 안문군에 직접 질도를 태수로 파견한 것으로 보아 내사지에 해당하는 태원군 이외의 영토는 오초칠국의 난 이후 삭감된 것으로 보인다. 이후의 역사는 태원군을 참조하라.

## 장관

### 대상국
- 장창(기원전 205년 ~ ?)
- 진희(? ~ 기원전 196년)
- 부관(기원전 196년 ~ 기원전 194년)

### 대승상
- 부관(기원전 194년 ~ 기원전 190년)

### 대상
- 관부(? ~ 기원전 140년?)
- 이채(기원전 124년 당시)